# گارلندا
جارلندا (به ایتالیایی: Garlenda) یک کومونه در ایتالیا است که در استان ساونا واقع شده‌است.

## خصوصیات
جارلندا ۸٫۳ کیلومترمربع مساحت و ۱٬۲۱۳ نفر جمعیت دارد و ۷۵ متر بالاتر از سطح دریا واقع شده‌است.